# Obiphora mushana
Obiphora mushana är en insektsart som beskrevs av Matsumura 1942. Obiphora mushana ingår i släktet Obiphora och familjen spottstritar. Inga underarter finns listade i Catalogue of Life.